# Tande Ramos
Alexandre Ramos Samuel znany również jako Tande Ramos (ur. 20 marca 1970 w Resende) – brazylijski siatkarz plażowy. W siatkówkę zaczynał grać w wieku 12 lat w klubie Botafogo. Z reprezentacją Brazylii zdobył złoty medal na Igrzyskach Olimpijskich w 1992 roku. W 1997 roku przerzucił się na siatkówkę plażową i grał razem w parze z Giovane Gávio. W 2001 roku wygrał World Tour grając z Emanuelem Rego.